# Operation Clipper

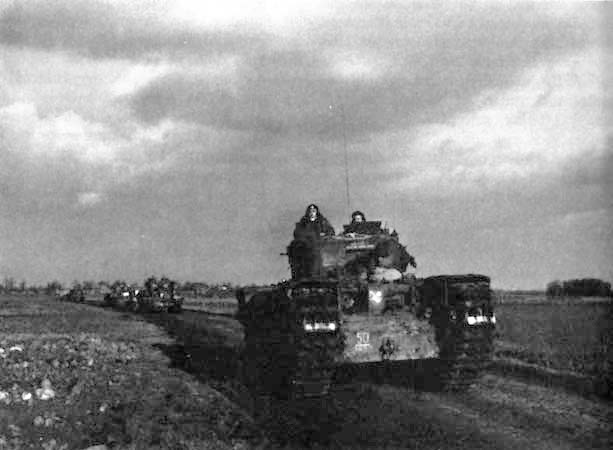
Kolonne britischer Panzer (Typ Churchill) bei Geilenkirchen

Die Operation Clipper fand vom 10. bis zum 22. November 1944 statt und war eine alliierte Offensive an der Westfront des Zweiten Weltkriegs. Die Offensive wurde vom britischen XXX Corps durchgeführt, dem die US-amerikanische 84th Infantry Division angeschlossen war. Ziel der Operation war es, den deutschen Frontvorsprung um Geilenkirchen, bekannt als Geilenkirchen Salient, einzudrücken und die alliierte Position zu verbessern.

## Hintergrund
Operation Clipper war Teil der größeren Strategie, die mit der Operation Queen verbunden war. Operation Queen zielte darauf ab, die Kontrolle über das Tal der Rur und den Hürtgenwald zu erlangen. Das Operationsgebiet, das den Westwall durchbrach, sollte für die anschließenden großen Offensiven der Alliierten vorbereitet werden.
Das Wetter spielte eine entscheidende Rolle während der Operation. Der kalte und nasse Winter 1944/45 machte das Gelände besonders schwierig. Die Alliierten hatten Schwierigkeiten, ihre Luftüberlegenheit auszunutzen, da tiefhängende Wolken und Regen die Luftangriffe behinderten. Panzerbewegungen waren auf Straßen beschränkt, die durch deutsche Sprengfallen und Panzerabwehrkanonen gefährdet waren.

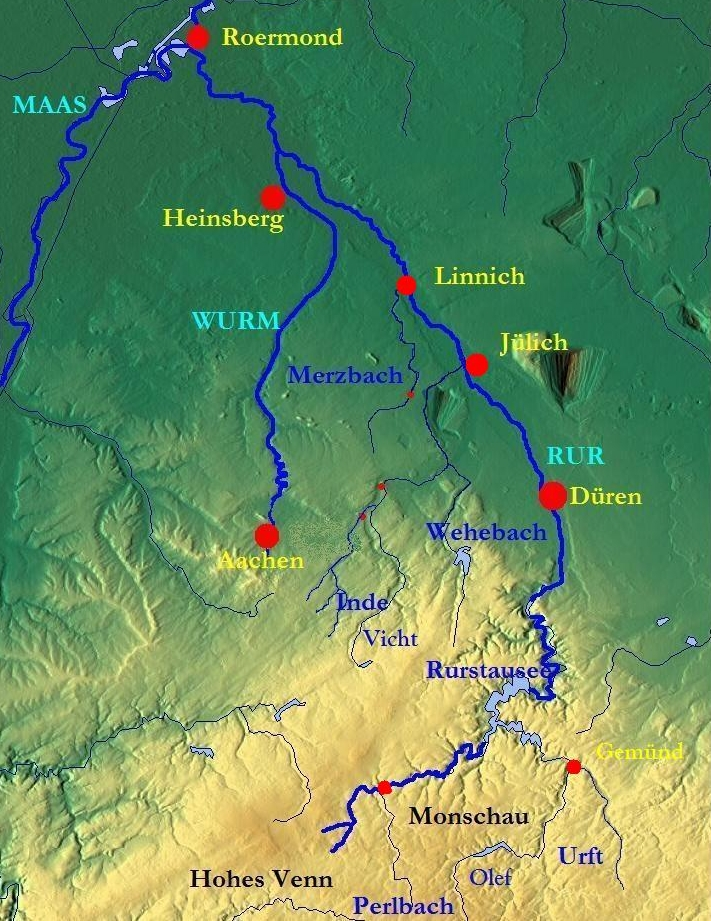
Die Rur und ihre Nebenflüsse

Geilenkirchen liegt an der Wurm, einem Nebenfluss der Rur, etwa 20 Kilometer nördlich von Aachen und 11 Kilometer südlich von Heinsberg. Die Wurm mündet nördlich von Heinsberg in die Rur. Heinsberg war ein strategisch wichtiger Punkt, da es das nördliche Ende des Westwalls bildete. In und um Geilenkirchen waren zahlreiche Bunker, Panzersperren und Wassergräben Teil der Verteidigungslinien.
Heinsberg bildete das nördliche Ende des Westwalls. In Geilenkirchen gab es Bunker, Panzersperren, Wassergräben und andere Bestandteile des Westwalls. Bei Geilenkirchen lag die Grenze zwischen zwei alliierten Frontabschnitten (2. britische Armee und 9. US-Armee). Geilenkirchen wurde als potentiell gefährlicher Standort der Deutschen eingestuft.
Die Hauptziele der Operation Clipper waren die Dörfer Hoven, Müllendorf, Würm und Beeck. Der Erfolg der Operation ermöglichte es den Alliierten, die deutschen Stellungen zu schwächen und sich auf die nächste Phase ihrer Offensive vorzubereiten.

## Beteiligte Verbände

### Alliierte
Britisches XXX Corps
214th Infantry Brigade (Teil der 43rd (Wessex) Infantry Division)
7th Battalion, Somerset Light Infantry (angesetzt gegen Niederheid)
1st Battalion, Worcestershire Regiment (angesetzt gegen Tripsrath und Rischden)
5th Battalion, Duke of Cornwall’s Light Infantry (angesetzt gegen Hochheid)
5th Battalion, Dorset Regiment (detachiert von der 130th Brigade) (angesetzt gegen Bauchem)
4th/7th Royal Dragoon Guards
U.S. 84th Infantry Division
333rd Infantry Regiment (angesetzt gegen Geilenkirchen und Süggerath)
Sherwood Rangers Yeomanry (britisch)
334th Infantry Regiment (angesetzt gegen Prummern und Beeck)
Drewforce (zwei Trupps von Minenräum- und Flammenwerferpanzern – britisch)
ein Trupp der 357th Searchlight Battery, Royal Artillery (britisch)
405th Infantry Regiment (detachiert von der 102nd Infantry Division) (angesetzt gegen Beeck)

### Wehrmacht
XII. SS-Armeekorps
176. Infanterie-Division
Grenadier-Regiment 1218
Grenadier-Regiment 1219
Grenadier-Regiment 1220
183. Volksgrenadier-Division
Volksgrenadier-Regiment 330
Volksgrenadier-Regiment 343
Volksgrenadier-Regiment 351
Panzergrenadier-Regiment 104 (Teil der 15. Panzergrenadier-Division)
Panzergrenadier-Regiment 10 (Teil der 9. Panzer-Division)

## Folgen

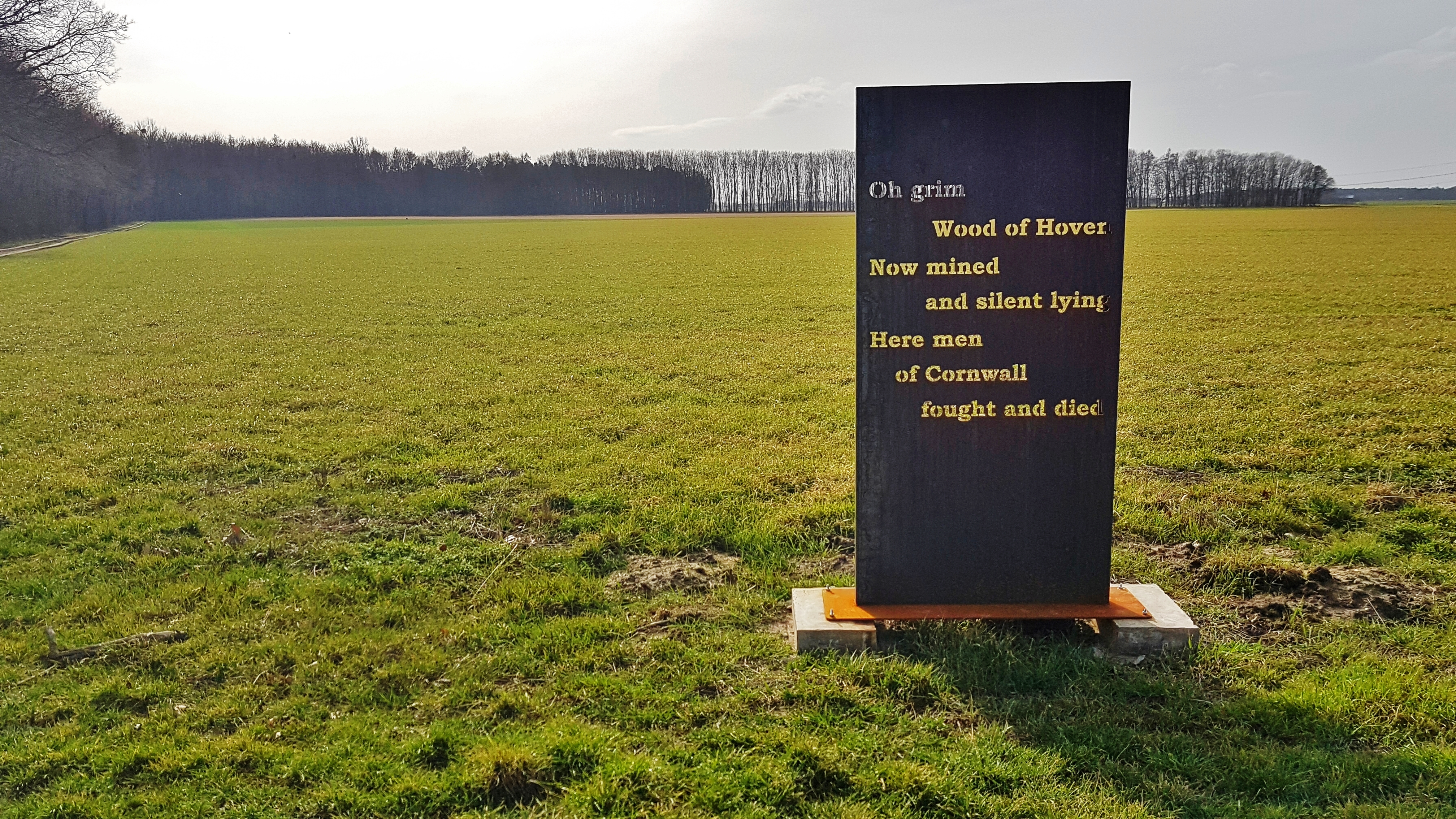
In Gedenken an die Winterkämpfe Nov. 1944 - Febr.1945 im Raum Rischden -Tripsrath - Hoven

Operation Clipper schuf die Voraussetzungen für die Operation Blackcock (14. bis 26. Januar 1945), mit der das  Rur-Dreieck (Roer triangle) zwischen Roermond, Sittard und Heinsberg erobert werden sollte.